# Parc et jardins du Château de Loubens
El castillo y parque y jardines de Loubens (en francés: Château de Loubens et parc et jardins) es un castillo del siglo XVI francés localizado  en la comuna de Loubens-Lauragais (departamento de Haute-Garonne), en el 'Lauragais',  a 31 km al este de Toulouse y en su áreametropolitan, limítrofe con el departamento de Tarn. Cuenta con un arboreto de 3 hectáreas de extensión de propiedad y administración privada.
El castillo fue objeto de una inscripción —fachadas y cubiertas de los comunes, baños al aire libre y la cisterna— al título de los monumentos históricos en 1992 y luego de una clasificación —corps de logis— en 1995.

## Historia
El castillo-fortaleza fue fundado por la antigua familia Loubens originaria de La Réole, en Gironde. El caballero Guillaume de Loubens partió para la Primera Cruzada en 1096 junto a Raymond IV de Saint-Gilles, conde de Toulouse.
Durante la Edad Media se conoce la genealogía completa de la familia desde Lobens I, el Lobens enterrado en 1288 en la iglesia de los Jacobinos, en Toulouse. Arnaud, asesor del papa Benedicto XII, en 1337 fundó una de las primeras universidades de Toulouse: el Colegio de Verdalle. La historia de Loubens por supuesto está unida a la herejía cátara: señora Berbéguièra mujer del señor de Loubens, dijo al inquisidor Ferrier en 1243 «a menudo visita en sus hogares cátaros los perfectos».
Hubo una gran "edad de oro" del dominio, así con Jacques de Loubens, brillante hombre de guerra y rico amplió el dominio. Su hermano, Hugues de Verdalle, nacido en Loubens en 1531, se convirtió en Gran Maestro de la Orden de Malta en 1582, príncipe Cardinalet. En el juego de alianzas, el castillo pasó a ser propiedad de la familia de Bournazel, Rouergue, entonces se abandona gradualmente y esencialmente sirve como granero del campo del dominio adyacente.
Un Capitoul de Toulouse, Joseph-François de Gounon'(los contras), compró la mansión en 1768. Su hijo, Jean Mathieu remodela todo el interior del castillo, sin cambios desde el siglo XVI. Entre sus muchos hijos, especialmente recordamos Jules y Victor de Gounon-Loubens. El castillo se ha mantenido ya que en su descendencia a través del matrimonio de su sobrina, Clothilde-Louise de Gounon-Louben, con la familia de Orgeix marqués del alto Ariege, abuelo del actual propietario.
Alrededor del castillo también visitable, el parque que se ha desarrollado dando continuidad al desarrollo de la infraestructura en el siglo XIX iniciada por Jean-Mathieu de Gounon-Loubens después por su hijo Jules.
De entonces quedan, la avenida de los tilos, los baños, la columnata construida sobre el terraplén a lo largo del antiguo foso, la cuenca del León, los graneros. De la finca más antigua, conocemos la existencia de un jardín "amurallado", que todavía quedan algunos especímenes (encinas, bojes y un proyecto de gran jardín en la francesa desarrollada en el "año VIII de la República" - diseño visible en la entrada del castillo.
En los archivos, hay testificación de la existencia de dos molinos de viento, un huerto, un viñedo (desaparecido), y muchos pequeños cuadernos que datan del siglo XIX que denuncian la compra y plantación de especies vegetales locales o anteriormente ubicadas en Europa.

## Colecciones
El jardín se divide en cuatro partes dispuestas alrededor del castillo en el corazón del pueblo. 
- Norte: las praderas rediseñadas según una planificación a la francesa, pequeños jardines clásicos enmarcados los lechos de cultivo por tejos, incluyendo el increíble casa de baños que data de 1860. Luego de cuatro cuadrados de prados salvajes cruzados por la avenida de los tilos (1820) y un camino hacia una zona boscosa de limitado por boj puntiagudos.

- Este: la rotonda se abre a una gran arboleda donde se encuentran los árboles más hermosos: plátanos, fresnos, acacias, arces, castaños, alméz, álamo, carpe, boj y grandes trabajos de topiaria etc ... La cascatelle, la corriente de agua y un estanque del tritón, lleva a una fuente hecha de la muela de un antiguo molino de viento.

- Oeste: el pasaje de la columnata con arcos donde se ubica una rosaleda, un jardín de simples medicinales y un jardín de flores de temporada.

- Sur: la terraza del mediodía que corresponde al antiguo patio del castillo medieval, las ruinas que vemos son de un pozo, una fuente de estilo italiano, y arriates de flores, la alameda que bordea la zona común en  tierra cruda, una avenida de boj en topiaria y al fondo grandes encinas. La vista se abre sobre el valle y los Pirineos.

Entre los especímenes de árboles notables destacan unas encinas de 300 años, bojes de 300 años, tilos, pino parasol de 160 años, robles, aceres, cornejos,

Detalles
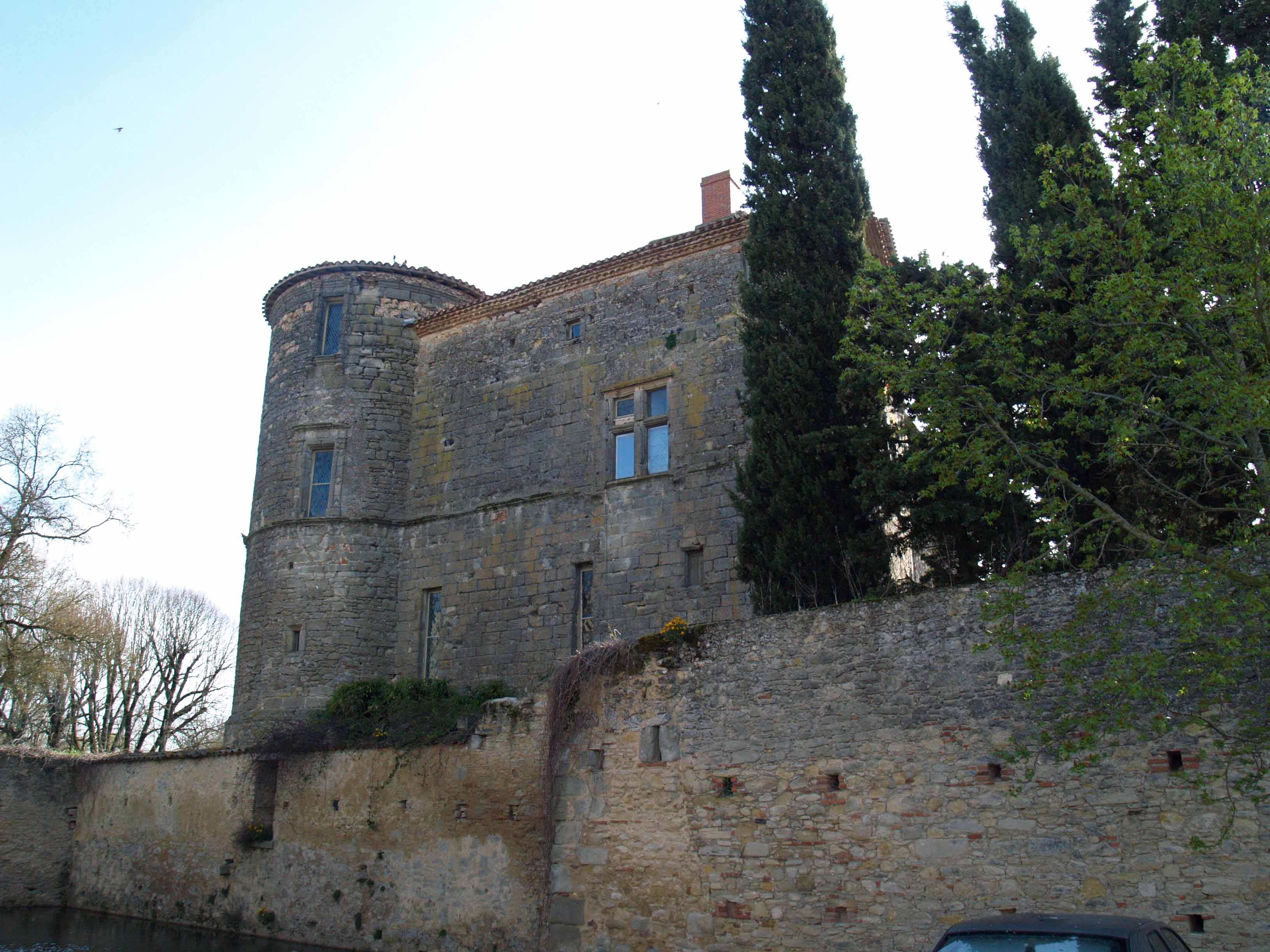
Fachada este del castillo
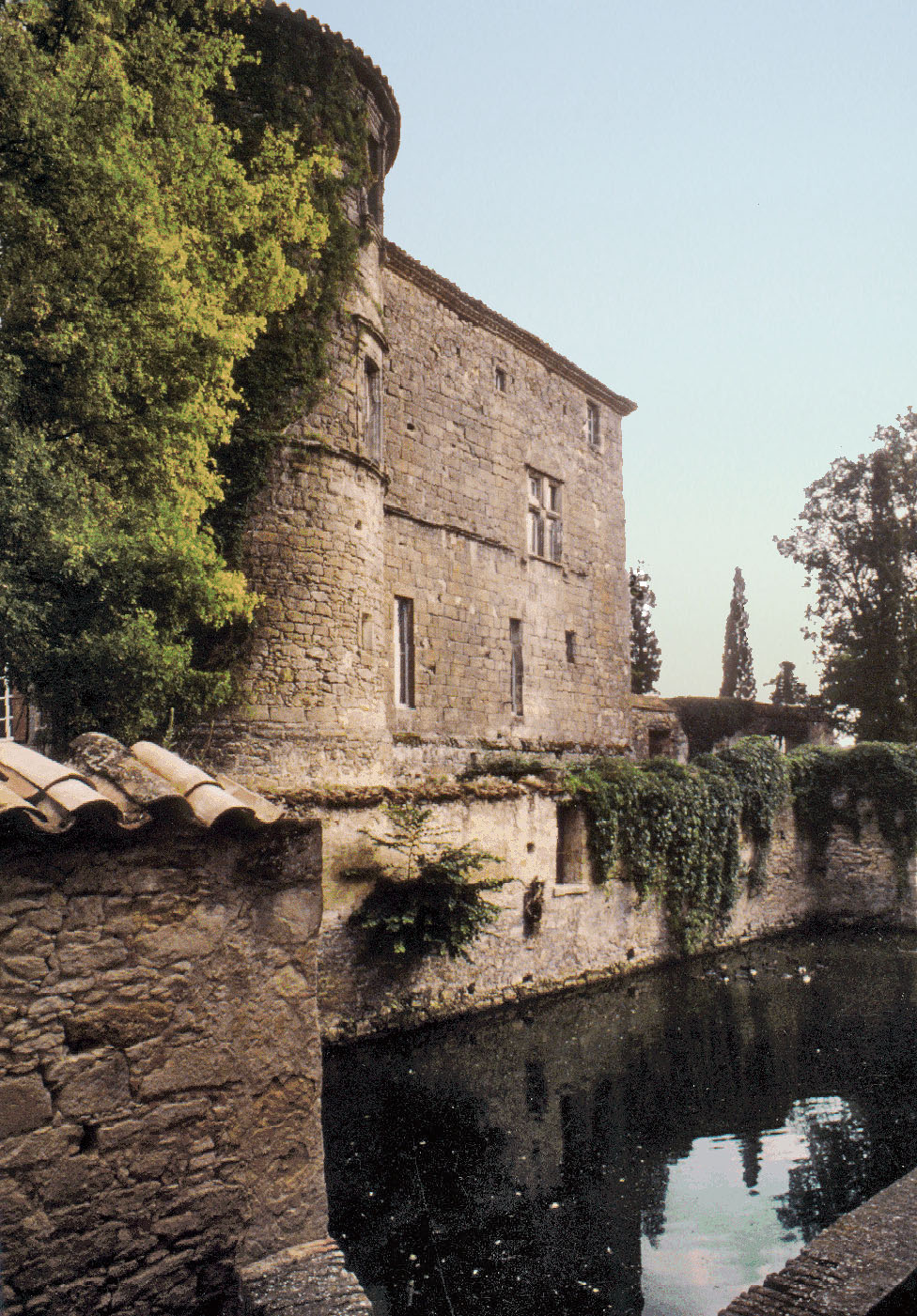
Fachada oeste del castillo
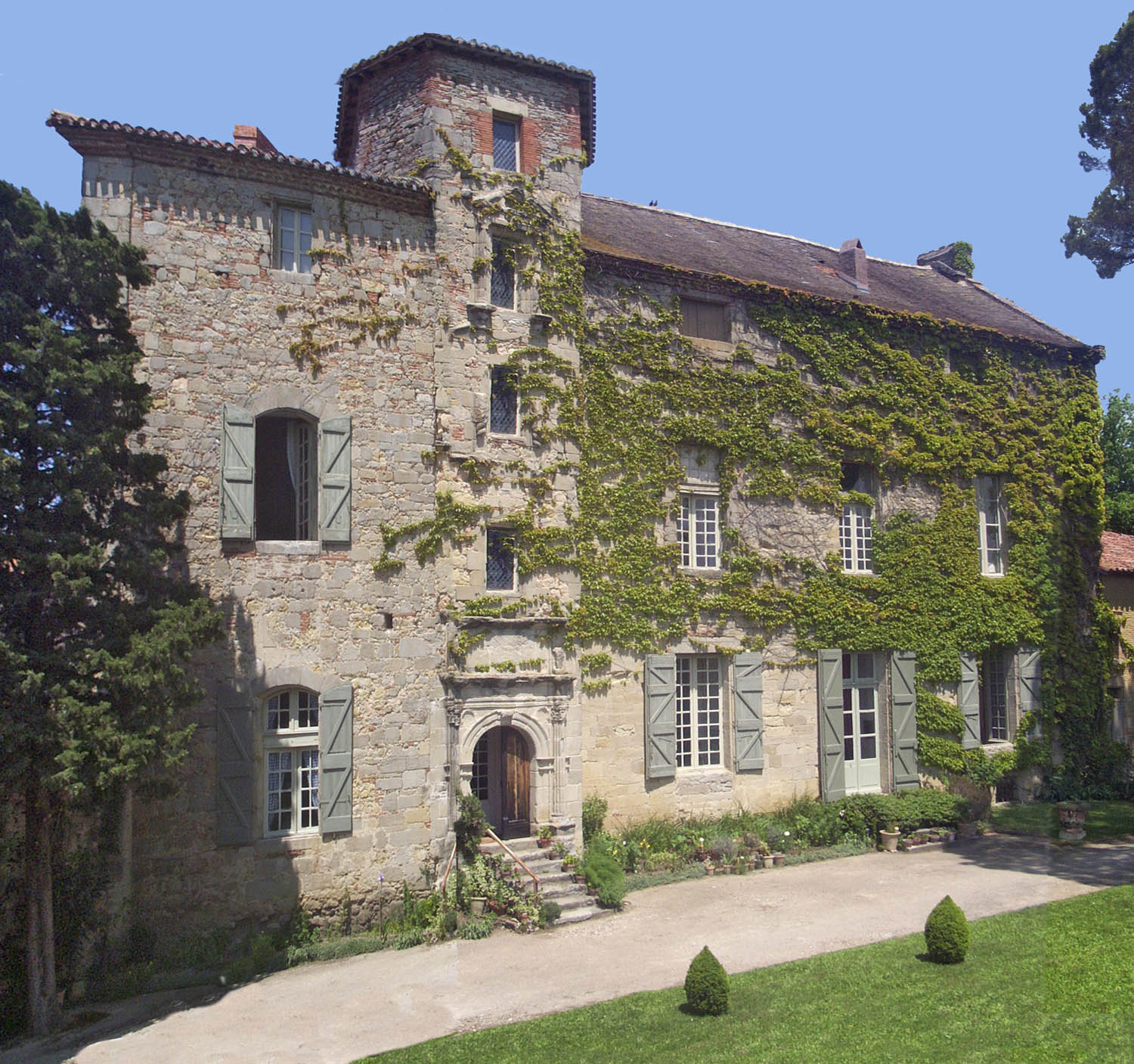
Fachada sur del castillo
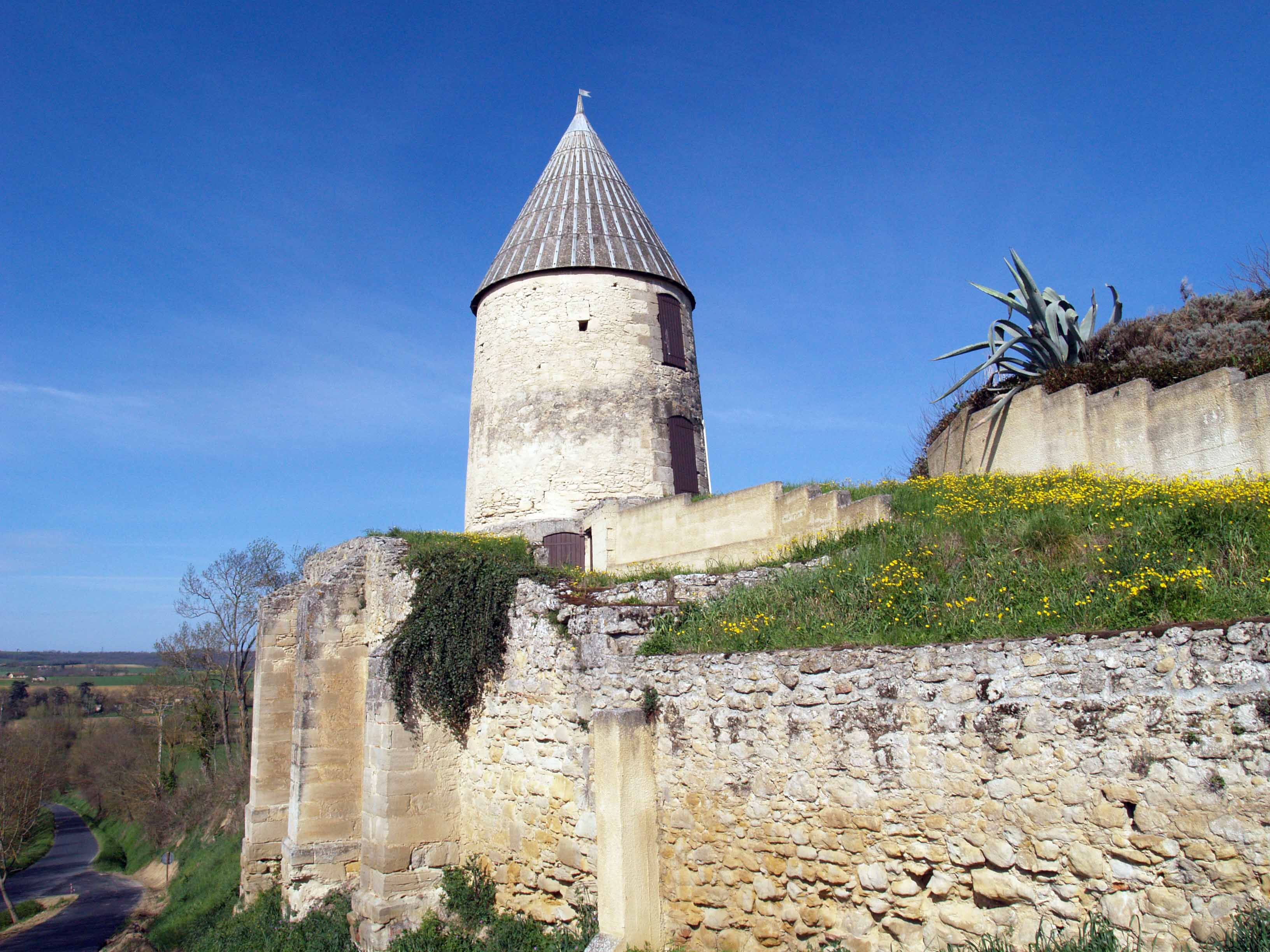
Antiguo molino de viento